# 2008 год в музыке

## События
- В Северной Ирландии образовано трио поющих священников The Priests
- Образовалась группа Die Antwoord
- Шведская симфо-метал группа Therion объявляет о роспуске текущего состава по окончании тура.
- В Iced Earth меняется большая часть состава и возвращается вокалист Мэтт Барлоу. Тим Оуэнс уходит из группы и присоединяется к Ингви Мальмстину.
- Распалась российская рэп-группа Kunteynir.
- В мае в столице Сербии Белграде прошёл финал 53 песенного конкурса «Евровидение-2008», в котором выиграл Дима Билан.
- 14 июня сэр Пол Маккартни впервые выступил на киевском Майдане Незалежности с концертной программой «It's Time To Be Together».
- 19 августа Леди Гага выпустила свой первый студийный альбом The Fame
- 12 сентября на харьковской площади Свободы впервые выступила группа Queen+Paul Rodgers с благотворительной концертной программой «Life Must Go On». Этот концерт стал первым выступлением легендарной группы на украинской сцене.
- На телеканале НТВ стартует шоу «Суперстар 2008. Команда мечты».

## Продажи
- Самый продаваемый сингл в США (Billboard Hot 100) — «Low» (Flo Rida), второе место — «Bleeding Love» (Леона Льюис), третье место — «No One» (Алиша Кис)[1].
- Самый продаваемый альбом в США (Billboard 200) — «As I Am» (Алиша Кис), второе место — «Noel» (Джош Гробан), третье место — «Tha Carter III» (Lil Wayne).

## Награды

### Премия «Грэмми» 2008
50-я ежегодная церемония вручения премии «Грэмми» состоялась 10 февраля 2008 года в Лос-Анджелесе.
- Запись года — Эми Уайнхаус «Rehab»
- Альбом года — Херби Хэнкок «River: The Joni Letters»
- Песня года — Эми Уайнхаус «Rehab»
- Лучший новый исполнитель — Эми Уайнхаус

### BRIT Awards 2008
28-я ежегодная церемония вручения наград BRIT Awards прошла 20 февраля 2008 года в Лондоне.
- Британский исполнитель года — Марк Ронсон
- Международный исполнитель года — Канье Уэст
- Британская исполнительница года — Кейт Нэш
- Международная исполнительница года — Кайли Миноуг
- Британская группа года — Arctic Monkeys
- Международная группа года — Foo Fighters
- Британский прорыв года — Мика
- Британский сингл года — Take That «Shine»

### Премия Муз-ТВ 2008
6-я ежегодная национальная премия в области популярной музыки Муз-ТВ 2008 была проведена 6 июня 2008 года в Москве.
- Лучший исполнитель — Дима Билан
- Лучшая исполнительница — МакSим
- Лучшая поп-группа — ВИА Гра
- Прорыв года — Потап и Настя Каменских
- Лучшая песня —  МакSим «Мой рай»

### MTV Video Music Awards 2008
25-я церемония вручения музыкальных наград телеканала MTV прошла 7 сентября 2008 года в Лос-Анджелесе.
- Видео года — Бритни Спирс «Piece of Me»
- Лучшее мужское видео — Крис Браун «With You»
- Лучшее женское видео — Бритни Спирс «Piece of Me»
- Лучший новый артист — Tokio Hotel «Ready, Set, Go!»

### MTV Europe Music Awards 2008
15-я церемония вручения музыкальных наград телеканала MTV Европа прошла 6 ноября 2008 года в Ливерпуле.
- Лучший артист —
- Лучший новый артист — Кэти Перри
- Лучшая песня — Пинк «So what»
- Лучший клип — 30 Seconds to Mars «A beautiful lie»

### American Music Awards 2008
36-я ежегодная церемония American Music Awards 2008 прошла 23 ноября в Лос-Анджелесе.
- Артист года — Крис Браун
- Новый артист года — Jonas Brothers

### Зал славы рок-н-ролла
Исполнители:
- The Dave Clark Five (Ленни Дэвидсон[англ.], Дэйв Кларк[англ.], Денис Пэйтон[англ.], Майк Смит[англ.] и Рик Хаксли[англ.])[2]
- The Ventures (Боб Богл[англ.], Джерри Макги, Мел Тейлор[англ.], Дон Уилсон и Ноки Эдвардс[англ.])[3]
- Леонард Коэн[4]
- Мадонна[5]
- Джон Мелленкамп[6]

Неисполнители:
- Кенни Гэмбл и Леон Хафф[7]

Аккомпанирующие музыканты:
- Литтл Уолтер[8]

### Зал славы авторов песен
- Лоретта Линн[9]
- Алан Менкен[10]
- Джон Себастиан[англ.][11]
- Альберт Хаммонд[12]
- Дезмонд Чайлд[13]

Награда Джонни Мерсера:
- Пол Анка[14]

Награда Эйба Олмена издателю:
- Милт Окан[англ.][15]

Награда Хауи Ричмонда создателю хитов:
- Энн Мюррей[16]

Награда за выдающуюся песню:
- Take Me Out to the Ball Game[17]

Награда Хэла Дэвида «Звёздный свет»:
- Джон Резник[англ.][18]

### Зал славы кантри
- The Statler Brothers (Фил Болсли, Лью Девитт[англ.], Дон Рид, Харольд Рид и Джимми Форчен[англ.])[19]
- Эрнест Стоунмен[англ.][20]
- Эммилу Харрис[21]
- Том Холл[англ.][22]

## Песни года

### По версии Rolling Stone
Журнал Rolling Stone назвал лучшими песнями 2008 года:
- Single Ladies (Put a Ring on It) — Beyonce
- LES Artistes — Santagold
- Time to Pretend — MGMT.

### Россия
Хиты № 1 в России (TopHit)
- «Angels» — Morandi (8 недель)
- «Believe» — Дима Билан (7 недель)
- «Лучшая ночь» — МакSим (6 недель)
- «Одна нашей любви (Вдох-выдох)» — Т9 (6 недель)
- «Научусь летать» — МакSим (4 недели)
- «Где ты?» — D.I.P. Project и Инфинити (4 недели)
- «Люби меня» — Елена Терлеева (3 недели)
- «Мой рай» — МакSим (2 недели)
- «Опиум» — Serebro (2 недели)
- «Плохая девочка» — Винтаж и Елена Корикова (2 недели)
- «Shine on» — RIO (2 недели)
- «Destination» — Леонид Руденко и Nicco (2 недели)
- «Одиночество любви» — Винтаж (2 недели)
- «Hot N Cold» — Katy Perry (1 неделя)

### Великобритания
Хиты № 1 в Великобритании (UK Official Top 100 #1 Hits)
- «Now You're Gone» — Basshunter (5 недель)
- «Mercy» — Duffy (5 недель)
- «I Kissed a Girl» — Katy Perry (5 недель)
- «American Boy» — Estelle feat. Kanye West (4 недели)
- «4 Minutes» — Madonna feat. Justin Timberlake (4 недели)
- «Dance Wiv Me» — Dizzee Rascal feat. Calvin Harris & Chrome (4 недели)
- «Sex On Fire» — Kings Of Leon (3 недели)
- «So What» — Pink (3 недели)
- «Hero» — X Factor Finalists (3 недели)
- «Take a Bow» — Rihanna (2 недели)
- «Singin' in the Rain» — Mint Royale (2 недели)
- «Run» — Leona Lewis (2 недели)
- «Hallelujah» — Alexandra Burke (2 недели)
- «When You Believe» — Leon Jackson (1 неделя)
- «That's Not My Name» — The Ting Tings (1 неделя)
- «Viva La Vida» — Coldplay (1 неделя)
- «Closer» — Ne-Yo (1 неделя)
- «All Summer Long» — Kid Rock (1 неделя)
- «The Promise» — Girls Aloud (1 неделя)
- «If I Were a Boy» — Beyonce (1 неделя)
- «Greatest Day» — Take That (1 неделя)

### США
Хиты № 1 в США (Список синглов № 1 в США в 2008 году (Billboard Hot 100) #1 Hits)
- «Low» — Flo Rida feat. T-Pain (10 недель)
- «I Kissed a Girl» — Katy Perry (7 недель)
- «Whatever You Like» — T.I. (7 недель)
- «Live Your Life» — T.I. feat. Rihanna (6 недель)
- «Lollipop» — Lil Wayne feat. Static Major (5 недель)
- «Bleeding Love» — Leona Lewis (4 недели)
- «Love in This Club» — Usher feat. Young Jeezy (3 недели)
- «Touch My Body» — Mariah Carey (2 недели)
- «Disturbia» — Rihanna (2 недели)
- «Single Ladies (Put a Ring on It)» — Beyonce (2 недели)
- «Take a Bow» — Rihanna (1 неделя)
- «Viva La Vida» — Coldplay (1 неделя)
- «So What» — Pink (1 неделя)
- «Womanizer» — Britney Spears (1 неделя)

## Альбомы

### Февраль
- Simple Plan (Simple Plan, 12 февраля)
- N (Norther, 13 февраля)

### Март
- ObZen (Meshuggah, 7 марта)
- Crystal Castles (Crystal Castles, 18 марта)

### Апрель
- Scars & Souvenirs (Theory of a Deadman, 1 апреля)
- E=MC² (Мэрайя Кэри, 15 апреля)
- For The Revolution (Kalmah, 23 апреля)
- Hard Candy (Мадонна, 28 апреля )

### Май
- 3 Doors Down (3 Doors Down, 20 мая)
- Conquer (Soulfly, 20 мая)

### Июнь
- Indestructible (Disturbed, 3 июня)
- Rise and Fall, Rage and Grace (The Offspring, 17 июня)

### Июль
- The Black Parade Is Dead! (My Chemical Romance, концертный, 1 июля)

### Август
- Ultra Beatdown (DragonForce, 20 августа)
- All Hope Is Gone (Slipknot, 20 августа)
- L.A.X.

(The Game (рэпер), 26 августа)
• The Fame (Lady Gaga, 19 августа)

### Сентябрь
- Death Magnetic (Metallica, 12 сентября)
- Black Roses (The Rasmus, 24 сентября)
- Suicide Season (Bring Me the Horizon, 29 сентября)

### Октябрь
- Appeal to Reason (Rise Against, 7 октября)
- Funhouse (P!nk, 24 октября)

### Ноябрь
Circus (Britney Spears , 28 ноября)
- Дальше (Звери, 1 ноября)
- VII (Amatory, 7 ноября)
- Road to Revolution: Live at Milton Keynes (Linkin Park, концертный, 21 ноября)

## Родились
- 22 июля — Baby Melo — российский рэпер.

## Скончались
- 19 января — Тревор Тэйлор, 19 января — певец, экс-участник групп — UB 40, Bad Boys Blue (1984—1989) (первый солист группы (1984—1987)), Street Noise (1990) (был вокалистом), Temper Temper (1991—1993) (был гитаристом), Osazuwas (1993—1996) (вокалист), The Party Animals (1996—1998) (вокалист), Chocolate Milk, Avancada, Mondo Club, Umoya и The Reggae Cracks.
- 13 февраля — Анри Сальвадор, французский певец.
- 19 февраля — Егор Летов (43) — советский и российский музыкант. Основатель и лидер группы «Гражданская оборона».
- 28 февраля — Майк Смит[англ.] (64) — британский певец, автор песен и продюсер, вокалист и клавишник группы The Dave Clark Five
- 15 марта — Майки Дред, продюсер и исполнитель в жанрах даб и реггей (сотрудничество с The Clash)2 апреля — Валентин Иванов, советский и украинский композитор, мультиинструменталист.
- 17 апреля — Дэнни Федеричи[англ.] (58) — американский музыкант, органист и аккордеонист группы E Street Band
- 15 мая — Олег Романченко (O.G.) участник рэп-группы «MaryJane».
- 2 июня — Бо Диддли (79) — американский певец, гитарист и автор песен
- 10 июня — Думитру Бугич, румынский композитор, музыковед, пианист, дирижёр и педагог.
- 13 июня — Трейси Майклз, американский музыкант, ударник глэм-панк группы «Peppermint Creeps» .
- 10 августа — Айзек Хейз (65) — американский певец и автор песен
- 15 августа — Джерри Векслер (91) — американский музыкальный журналист и продюсер
- 15 сентября — Ричард Райт (65) — британский музыкант, основатель и клавишник группы Pink Floyd
- 19 сентября — Эрл Палмер[англ.] (83) — американский барабанщик
- 23 сентября — Сергей Духанин, композитор, звукорежиссер, бас-гитарист Absenth.
- 17 октября — Леви Стаббс[англ.] (72) — американский певец, вокалист группы The Four Tops
- 25 октября — Муслим Магомаев советский, азербайджанский и российский оперный и эстрадный певец , Народный артист СССР.
- 12 ноября — Митч Митчелл (62) — британский музыкант, барабанщик группы The Jimi Hendrix Experience

## Концерты в России
- 22 марта — МакSим в СК «Олимпийский», Москва
- 24 мая — СК «Олимпийский», Москва, впервые в России состоялся концерт группы Kiss.
- 26 мая — СК «Ледовый дворец», Санкт-Петербург, впервые состоялся концерт группы Kiss.
- 15-16 сентября — концерты «Queen + Paul Rodgers» в России, в Москве, в спортивном комплексе Олимпийский.
- 27 октября — СК «Олимпийский», Москва, концерт группы Deep Purple.
- 28 октября — Ледовый дворец, Санкт-Петербург, концерт группы Deep Purple.
- октябрь — концертный тур Гленна Хьюза по городам России.
- 5 ноября — первый в России концерт группы Slipknot в Москве, в спортивном комплексе «Олимпийский»[23] в поддержку альбома All Hope Is Gone.
- 6-7 декабря — Joe Bonamassa дал в Москве два концерта в Московском международном доме музыки.
- Состоялся пятый музыкальный фестиваль «Фортеця»

## Рейтинги «Лучший альбом 2008»
- по версии Rolling Stones Архивная копия от 11 декабря 2008 на Wayback Machine
- по версии NME
- свободное голосование